# Nora Skalli
Nora Skali est une actrice et scénariste marocaine née  le 26 juin 1970 à Assilah. 
Elle joue dans des pièces de théâtre telles Bnat Lalla Mennana en 2005 ou Hannat Yddik où elle écrit les textes. Elle fait partie de la troupe Takoon. Elle est connue pour avoir joué dans la série Bnat Lalla Mennana un des rôles principaux avec Driss Roukhe et Samia Akariou. Elle aime beaucoup jouer au basket-ball.
En 2014, elle est était parmi le jury du télé-crochet BIG UP sur Medi 1 TV.
Nora Skali es una actriz y guionista marroquí nacida el 26 de junio de 1970 en Assilah2. Su padre es de Nador y su madre de Assilah
Actúa en obras de teatro como Bnat Lalla Mennana en 2005 o Hannat Yddik donde escribe los textos. Ella es parte de la compañía Takoon. Es conocida por haber desempeñado uno de los papeles principales en la serie Bnat Lalla Mennana con Driss Roukhe y Samia Akariou. A ella realmente le gusta jugar baloncesto.
En 2014, formó parte del jurado del programa de talentos BIG UP en Medi TV.

## Biographie
Nora Skalli est née en 1970 à Assilah, ville du Maroc où elle grandit et fait ses études primaires et secondaires. Elle rejoint l'Institut supérieur d'art dramatique et d'animation culturelle (ISADAC) de Rabat, d'où elle sort diplômée en interprétation.
Après des débuts au théâtre, elle poursuit sa carrière à la télévision en jouant dans des téléfilms et des séries télévisées ; elle tient notamment des rôles dans Almoussaboun de Med Atifi, Relation particulière de Med Minkhar ou Boukma et Ennia Tarlab de Farida Belyazid. Au cinéma, elle joue dans Jésus de Serge Moati, Fabula d'Omar Chraïbi et Amours voilées d'Aziz Salmi.
Elle est la fondatrice avec Samia Akariou de la troupe Takoon,  qui est à l'origine de la pièce de théâtre et de la série télévisée homonyme Bnat Lalla Mennana.
Elle est mariée (son mari est nommé Ahmed), et elle a deux filles : Maryam et Shama. 
Nora a également joué avec le défunt acteur marocain Mohamed Bastaoui dans la série dramatique Dar El Ghezlane.
Sale en el Podcast de Kawutar Bamo.

## Filmographie

### Au cinéma
- 1999 : Du paradis à l'enfer
- 2008 : Amours voilées (H'jab Elhob)

### Téléfilms
- 1995 : La Dernière Balle tirée (Akher Talqa)
- 2000 : La bonne foie gagne toujours (Nia Tghleb)
- 2000 : Le Resto de Sofia (Mat'aam Sofia)
- 2001 : Sourde-muette (Al-Bekma)
- 2005 : Les Ennuis de Hussein (M'hayen Hussein) -Guest star
- 2008 : Indiscret (Ster Master Allah)
- 2017 : L'Avare (El-Ati Allah) -Guest star

### Séries
- 1996 : D'une maison à une autre (Men dar ldar)
- 1998 : Des portes et fenêtres (Abwab Nafida)
- 1999 : Les blessés (Al-Moussaboun)
- 2004 : Toi et Moi (Ana wyak) -Guest star
- 2005 : Moment de rédemption (Khat Arraj'aa)
- 2010 : Joha ya joha
- 2011 : Houssein et Safia
- 2012 : Les filles de Lalla Mennana (Bnat Lalla Mennana)
- 2013 : Les filles de Lalla Mennana 2 (Bnat Lalla Mennana)
- 2014 : Dar El Ghizlane
- 2016 : Bungalow (sitcom)
- 2016 : Le secret du corail (Sir El-Merjane)
- 2017 : Le secret du corail 2 (Sir El-Merjane)
- 2017 : Dar El Ghizlane 2
- 2018 : L'usine (Louzine)
- 2020 : Yacout et Anbar
- 2021: Kolna mgharba
- 2022 : Bghit hyatek (Je voudrais ta vie)
- 2024: Dar nssa (La maison des femmes)
- 2025: Charki et lgharbi
- 2025: Bnat Lalla Mennana seison 3